# Ángel Cárdenas
Ángel Cárdenas (Chacabuco, Buenos Aires, Argentina, 18 de julio de 1927 - Buenos Aires, Argentina, 4 de diciembre de 2005), fue un cantor de tangos, compositor, letrista, actor y director de cine argentino.

## Carrera artística
Siempre fue un estudioso de la actuación y la música y sus primeros maestros fueron Alberto Ginastera y Roberto Grela.
En los primeros años del 40 actuó en diferentes radios cantando tangos y folklore sureño. 
Así también logró participar como actor y asistente con los directores León Klimovsky, Armando Bo, Mario Soffici, Fernando Ayala, entre otros.
En 1956, ingresa a la orquesta de Aníbal Troilo como cantor, con quien registra grabaciones en los sellos TK y Odeón, y actúa en los diferentes cafés y cabarés de Buenos Aires.
En 1960, se desvincula de la orquesta de Pichuco, para conformar su propia orquesta dirigida por Ernesto Rossi. En su nueva etapa como solista, recorrió Centroamérica, Estados Unidos, Perú y Venezuela.
En 1970, dirigió su propia película Una cabaña en la pampa, en la que escribió el guion, actuó y compuso la música. Allí actuaron entre otros, Cristina Lemercier y Linda Peretz.
Falleció el 4 de diciembre de 2005 en su casa de Congreso a los 78 años por una crisis cardíaca.

## Obras

### En colaboración
- Milonga del forastero, junto a Jorge Luis Borges.
- Cosas de uno, junto a Atahualpa Yupanqui.
- Cantor de fonda, junto a Atahualpa Yupanqui.

### Como letrista y compositor
- Entre tangos y milongas.
- Aquel amor lejano.
- Frente a frente con la vida.
- Lejos, muy lejos.
- Nube errante.
- Justo ahora, corazón
- Por nuestros caminos.
- Milongueando.
- Tranochado trovador.
- Morena y candombera.